# Julemandens datter
Julemandens datter er en dansk julefilm fra 2018 instrueret af Christian Dyekjær efter manuskript af Uffe Rørbæk Madsen. Det er den første i en serie på tre film. Den næste film i serien, Julemandens datter 2: Jagten på Kong Vinters krystal, blev udgivet i 2020. Den i øjeblikket (2023) sidste film i serien, Julemandens datter 3 - Den magiske tidsmaskine, udkom i 2022.

## Medvirkende
- Ella Testa Kusk som Lucia
- Peter Sejer Winther som Albert
- Martin Buch som Julemanden
- Mia Lyhne som Julemandens kone
- Ulf Pilgaard som Rektor
- Nicolaj Kopernikus som Gorm
- Kristian Halken som Litteramus
- Anders Brink Madsen som Lars
- Julie Agnete Vang som Lisbeth
- Mette Agnete Horn som Krampus